# François Scali
Pour les articles homonymes, voir Scali.
 (janvier 2024).
Si vous disposez d'ouvrages ou d'articles de référence ou si vous connaissez des sites web de qualité traitant du thème abordé ici, merci de compléter l'article en donnant les références utiles à sa vérifiabilité et en les liant à la section « Notes et références ».
 (octobre 2018).
- Si vous ne connaissez pas le sujet, laissez ce bandeau (vous pouvez alors contacter les auteurs).
- Si vous supprimez le contenu mis en cause (vous pouvez préalablement contacter les auteurs),

argumentez précisément cette suppression dans la page de discussion
(un manque de référence n'est pas un argument ; une recherche réelle de référence doit avoir été effectuée, être formellement documentée).
François Scali, né le 4 janvier 1951 à Boulogne-Billancourt, est architecte et designer français.
Les expressions artistiques, voire conceptuelles, ont été les premières manifestations de son travail dans le domaine du design ; c'était l'époque NEMO (agence de design créé en 1982 avec Alain Domingo). Puis l’approche architecturale et urbaine s’est imposée, autant par nécessité que par besoin d’échelles plus grandes, mais laissant toujours une place essentielle à la réflexion et à la recherche de solutions inventives et innovantes. 

## Biographie
François Scali, diplômé en 1980, initia le groupe Nemo, agence de design créée comme un collectif imaginaire (puisqu'il n’y avait que deux personnes dans ce groupe). L'expérience NEMO dura une quinzaine d'années de meubles et participations diverses à des salons et manifestations de designers.
Il vient à l’architecture et à l'urbanisme dans années 1990, via une succession de ruptures et presque d’« effractions », puisque les premiers projets appartenant à cette catégories ont été initiés sans commande, presque de force. Il s’agit d’un ensemble d’interventions sur l’espace public appelé « M’Nemo », qui consistait en un ensemble de manifestations « urbaines artistiques » de célébration dans la ville des lieux de mémoire et de la mémoire des lieux.
Il s’agit là de célébrer, au contraire des monuments aux morts, les grandes idées bien vivantes qui sont l’honneur de l’humanité, et de rendre présents les mythes fondateurs de nos imaginaires : la commémoration de l’intuition géniale de Newton sur le lieu même de la chute de la plus célèbre pomme de l’histoire des sciences, à Grantham dans le Lincolnshire ; ou encore le "célèbre" Génitron, qui, dès 1981, marquait à Beaubourg les secondes qui nous séparaient du mythologique An 2000, la Méridia, morceau de la planète à l'échelle 1/10000 pour commémorer l'invention du système métrique à Barcelone,...en sont les exemples les plus significatifs. Toutes ces traces, réalités construites ou désirs fictionnels, n’ont eu comme seul but de marquer l’espace de sa dimension temporelle.

### Approche architecturale et urbaine
Après l’an 2000, cette période se termine par évanouissement du désir donquichottesque de la mémoire des lieux (ça intéressait qui ?). François Scali se tourne alors vers un travail plus conventionnel dans le domaine de l’architecture, tout en continuant à concevoir des objets dans leur relation immédiate avec l’espace public : le palais des Sports et des Spectacles de Beauvais ne peut pas être pensé autrement que dans le cadre de l’aménagement de l’avenue A. Spaak où il est situé ; l’aménagement des Hauts de Bléville, près du Havre, prévoit que les vingt-quatre maisons du programme seront dotées d’un espace intermédiaire, entre espace public et espace privé, sorte de tissu conjonctif permettant les rencontres entre habitants ; la Résidence pour chercheurs, dernière tranche de l’ENS, doit beaucoup au reflet de la place A. Bolier à Lyon 7e auquel il est adossé…
puis vinrent des projets « anonymes » loin de l'architecture héroïque dont se réclament tant d'architectes. Se faire remarquer n'étant pas la préoccupation principale,. 
Tant s'en faut.
Ces réalisations illustrent la priorité donnée par la construction à l’espace public, objet de réflexion à part entière et de recherche permanente d’inventivité et de solutions innovantes.
Puis vinrent les réflexions sur le logement modulable, puisque l'architecture est invention et non décoration, autant se montrer inventif et tenter de faire coïncider le logement avec les nouveaux paradigmes des foyers du début du troisième millénaire...
récemment une nouvelle envie de design vient perturber ce chemin de l'invention de l'architecture. Perturber ou compléter ? 